# Lowlands 2026
Lowlands 2026 wordt de 31e editie van het Nederlandse muziek- en cultuurfestival Lowlands, voluit A Campingflight to Lowlands Paradise.

## Geschiedenis
Lowlands 2026 vindt plaats op 21, 22 en 23 augustus in Biddinghuizen. Het wordt 31 editie van dit festival. De data werden op de laatste dag van de 2025 editie bekendgemaakt door de organisatie via de app.